# Три боје: Црвено
Три боје: Црвено (фр. Trois couleurs: Rouge, пољ. Trzy kolory. Czerwony) је љубавни филм-мистерија из 1994. године, који је написао (косценариста), продуцирао и режирао пољски редитељ Кшиштоф Кјешловски. Последњи је део трилогије Три боје, који испитује идеале Француске револуције; претходили су му филмови Плаво и Бело.
Кјешловски је најавио да ће ово бити његов последњи филм, што се показало тачним након изненадне смрти редитеља 1996. године. Црвено истражује тему братства, представљањем ликова чији животи постепено постају блиско повезани, са везама које се стварају између два лика који наизглед имају мало шта заједничко.
Црвено је добио универзално признање критике и био је номинован за три Оскара, укључујући најбољу режију за Кјешловског. Такође је изабран као швајцарси кандидат за најбољи филм на страном језику на 67. додели Оскара, али је дисквалификован јер није био већински швајцарска продукција.
Завршно са 2022. годином, филм је једно од два остварења која су добила савршене оцене и на порталу Rotten Tomatoes и на Metacritic, заједно са филмом Фани и Александар.

## Продукција
Кјесловски је рекао да је Црвено био најтежи филм у трилогији за писање.
Главна тема партитуре, "Болеро", написана је пре било каквог снимања. Према речима аутора филма, требало је да симболизује догађаје који се понављају у животима људи.

## Награде и признања
- Номинован за три Оскара:
  - Најбољи режисер
  - Најбољи оригинални сценарио
  - Најбоља камера
- Награде БАФТА 1996 :
  - Најбољи режисер
  - Најбољи оригинални сценарио (Номиновани)
  - Најбољи филм не на енглеском језику (Номиновани)
- Филмски фестивал у Кану, Златна палма (номинован)[5]
- National Board of Review, најбољи филм на страном језику
- Награде круга филмских критичара Њујорка, најбољи филм на страном језику
- Бодил награде, најбољи европски филм[6]
- Награде Националног друштва филмских критичара, најбољи филм на страном језику
- Награде Удружења филмских критичара Лос Анђелеса, најбољи страни филм
- Награде Француског синдиката кинематографских критичара, најбољи француски филм
- Збигњев Прајзнер је освојио награду Цезар за најбољу музику .
- Номинације за награду Цезар:
  - Најбољи филм
  - Најбољи глумац -
  - Најбоља глумица
  - Најбољи режисер
  - Најбољи сценарио
- Црвено је одабрао Њујорк тајмс као један од „најбољих 1.000 филмова икада направљених“.
- Године 2007. филм је рангиран на 33. према анкети читалаца Гардијана на листи „40 највећих страних филмова свих времена“.[7]